# Osmaniye (prowincja)
Prowincja Osmaniye – turecka prowincja w południowej części Anatolii. Została utworzona w 1996 roku na skutek wydzielenia części terytorium z prowincji Adana. Obejmuje obszar 3767 km² z populacją 479 221 (stan na 2010 rok). Stolicą prowincji i największym miastem jest Osmaniye (liczba ludności ok. 194 tys.), inne większe miasta to Kadirli (ok. 81 tys.) i Düziçi (ok. 42 tys.).

## Dystrykty
Prowincja dzieli się na 7 dystryktów:
- Bahçe
- Düziçi
- Hasanbeyli
- Kadirli
- Osmaniye
- Sumbas
- Toprakkale